# Комсомольський-на-Амурі авіаційний завод ім. Ю.О. Гагаріна
Комсомольський-на-Амурі авіаційний завод ім. Юрія Гагаріна (КнААЗ, раніше Комсомольське-на-Амурі авіаційне виробниче об'єднання ім. Ю. О. Гагаріна, КнААПО) — авіабудівне підприємство в місті Комсомольську-на-Амурі.
Виробник літаків марки «Су», провідне виробниче підприємство Авіаційної холдингової компанії «Сухой». Наразі бере участь у трьох пріоритетних програмах холдингу: з розробки та виробництва багатофункціонального винищувача Су-35, бойового авіаційного комплексу п'ятого покоління та регіонального пасажирського літака Сухой Суперджет-100. Раніше тут впускалися одномісні та двомісні модифікації літаків сімейства Су-27 — Су-27СМ/СКМ, Су-30МК2, винищувачі палубного базування Су-33, Су-33УБ. Також проводиться ремонт та модернізація літаків, що стоять на озброєнні авіації ВПС та ВМФ Росії. КнААЗ — сертифікований постачальник корпорації «Боїнг».
З 1 січня 2013 року КнААПО увійшло як філія у ПАТ «Компанія „Сухой“» та стала називатися Філія ПАТ «Компанія „Сухой“» "Комсомольський-на-Амурі авіаційний завод імені Ю. О. А. Гагаріна (КнААЗ).
Чисельність працівників — близько 17 тис. осіб (2007), 13,5 тис. осіб (2011).
Через вторгнення Росії в Україну підприємство перебуває під міжнародними санкціями Євросоюзу, США та ряду інших країн.

## Історія
Завод спочатку планувався як одне із містоутворюючих підприємств Комсомольська-на-Амурі. Майданчиком для будівництва обрали нанайське стійбище Дзьомгі, пізніше будмайданчик був перенесений вглиб тайги на нинішнє місце. 18 липня 1934 року було закладено перший камінь у фундамент головного механічного корпусу майбутнього авіаційного заводу № 126.
1 травня 1936 був підготовлений до польоту літак-розвідник Р-6 (конструкції А. Н. Туполєва). У роки німецько-радянської війни підприємство випускало бомбардувальники дальньої авіації — ДБ-3Ф. Загалом було збудовано 2757 цих бойових машин.
У післявоєнний період завод налагодив виробництво транспортно-пасажирського літака Лі-2. Тут було збудовано 355 таких літаків.
Одним із найважливіших етапів розвитку підприємства були перші реактивні винищувачі МіГ-15, МіГ-17 та їх модифікації.
У 1956 році завод пов'язав свою подальшу долю з ДКБ Сухого. Спільна робота дала Збройним силам країни тисячі бойових літаків сімейства «Су».
Одночасно з випуском винищувачів підприємство виготовляло протикорабельні крилаті самонавідні ракети П-6 і «Аметист», постачало за кооперацією Новосибірському авіаційному заводу поворотні частини крила і хвостові частини фюзеляжу з оперенням для фронтових бомбардувальників Су-24, виробляло елементи хвостового оперення для пасажирського лайнера Іл-62.
У 1976 році підприємство розпочало освоєння бойового літака 4 покоління — Су-27, який став базовим варіантом сімейства літаків конструкції ДКБ Сухого. У 1980-ті роки винищувач Су-27, а пізніше його модифікації — Су-27СК, Су-27СКМ, Су-30М2, Су-30МК2, Су-30МКВ, Су-30МКК, Су-30МК2-В, Су-30МК2-І, Су-30МК2-V, Су-33 — стали основною продукцією заводу.
У 2010 році почалося виробництво Су-35С.
В останні роки на КнААЗі проведено реконструкцію і технічне переозброєння.
Наприкінці січня 2010 року із заводського аеродрому «Дзьомгі» вперше піднявся в повітря винищувач п'ятого покоління Т-50 ПАК ФА.
Серед іншої цивільної продукції виробляли, наприклад, велосипеди «Космос», катери серій «Амур», «Восток» і «Стріла».
В 1999 виробництво катерів виділили в самостійне дочірнє підприємство — завод з виробництва маломірних судів «Амур». У 2005—2006 році виробництво катерів всіх моделей припинено. У 2009 році закрито виробництво запасних частин та комплектуючих для катерів.
За свою 75-річну історію підприємство випустило кілька тисяч бойових літаків таких відомих авіаконструкторів як Туполєв, Іллюшин, Мікоян і Гуревич, Сухий, Берієв.

## Керівники
Директорами заводу були:
- 1932—1934 — Золотарьов Костянтин Романович
- 1934—1938 — Кузнєцов Кузьма Дмитрович
- 1938—1939 — Тер-Маркарян Артем Микитович
- 1939—1940 — Коломенський Олексій Васильович
- 1940—1944 — Тимофєєв Дмитро Олександрович
- 1944—1946 — Медков Михайло Григорович
- 1947—1950 — Біліловський Сергій Іванович
- 1950—1955 — Бєляк Костянтин Микитович
- 1955—1965 — Березницький Пилип Авакумович
- 1965—1973 — Копилов Віталій Єгорович
- 1973—1988 — Авраменко Володимир Миколайович
- 1988—1994 — Петров Анатолій Михайлович
- 1994—2006 — Меркулов Віктор Іванович
- 2006 — н. в. — Пекарш Олександр Іванович

## Санкції
20 вересня 2018 року підприємство потрапило під обмеження США як «діє на користь оборонно-промислового комплексу або розвідслужб РФ».
Через вторгнення Росії в Україну, КнААЗ був внесений до списку санкцій Євросоюзу.
3 березня 2022 року КнААЗ включений до санкційних списків США як відповідь на «навмисну, неспровоковану війну Росії проти України», зазначаючи, що «підприємство проєктує, розробляє та виробляє зброю, яку путінські військові використовують для нападу на Україну».
10 березня 2022 року підприємство включено до списку санкцій Канади «за роль у сприянні або підтримці непровокованого і невиправданого вторгнення президента Путіна в Україну».
19 жовтня 2022 року підприємство потрапило під санкції України «у відповідь на умисне і неспровоковане вторгнення Росії в Україну».
Також КнААЗ, за аналогічними підставами, перебуває в санкційних списках Швейцарії, Нової Зеландії, Австралії та Японії.